# Középorbó
Középorbó románul: Gârbovița, falu Romániában, Erdélyben, Fehér megyében.

## Fekvése
Nagyenyedtől nyugatra, Felsőorbó és Alsóorbó közt fekvő település.

## Története
Középorbó, Orbó nevét 1505-ben említette először oklevél Középorbo néven.
Későbbi névváltozatai: 1733-ban Girbovicza, 1750-ben Gerboviza, 1760–1762 között Közép Orbó, 1808-ban Orbó (Kis-, Közép-), Klein-Orbau, Girbová de minslok ~ Girbovicz de minslok, 1861-ben Közép-Orbó, 1888-bab Közép-Orbó (Girbovitza), 1913-ban Középorbó.
A trianoni békeszerződés előtt Alsó-Fehér vármegye Nagyenyedi járásához tartozott.
1910-ben 433 román lakosa volt. Ebből 430 görögkatoliks volt.

## Források

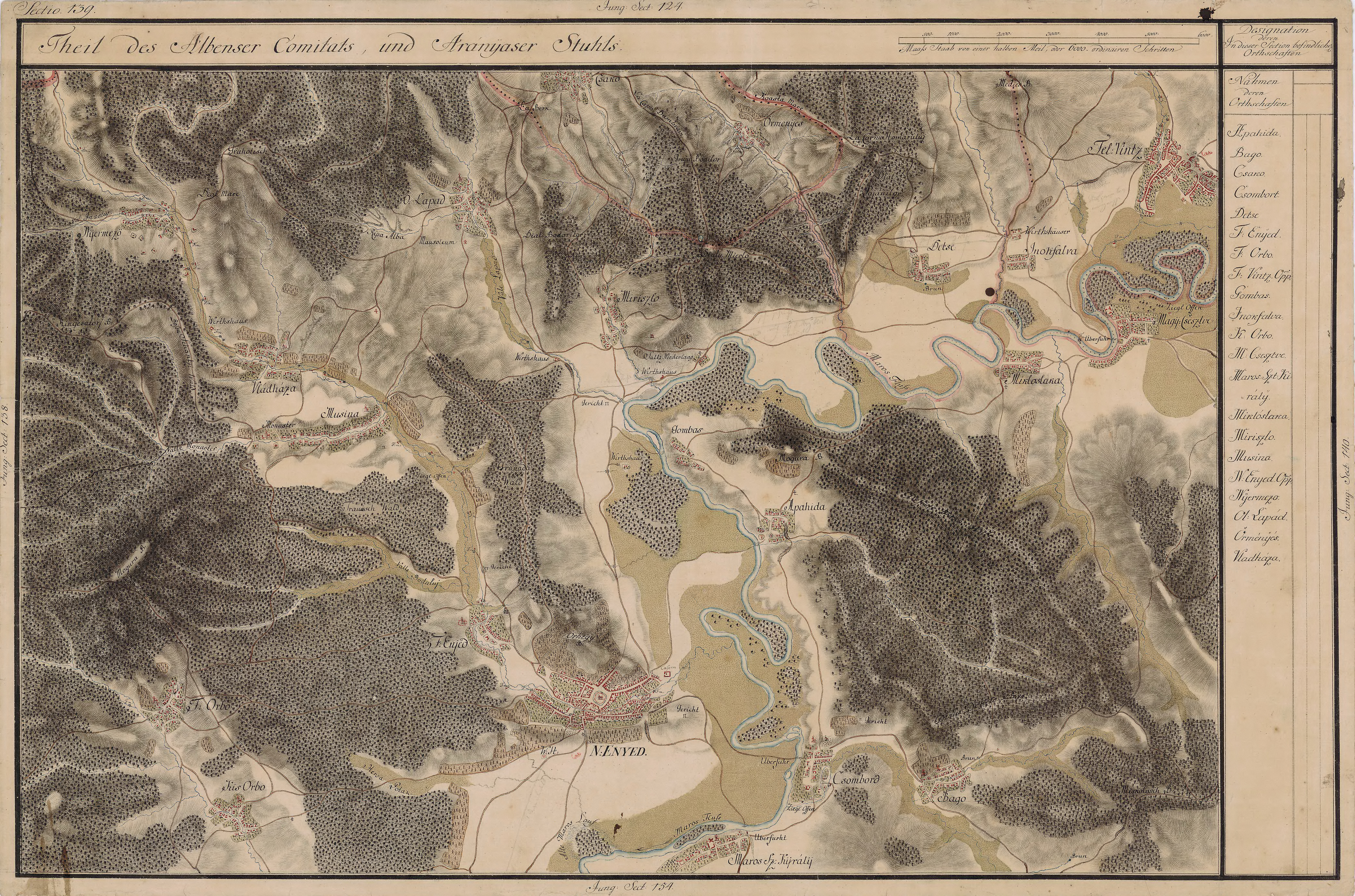
Középorbó egy régi térképen